# 謝長廷市府
謝長廷市府是高雄市縣市合併前的第二個市府，亦是高雄市首個民進黨市府。謝長廷於1998年首次當選高雄市市長，後於2002年成功連任，然未完成任期便於2005年2月轉任行政院長。

## 選舉

### 1998年
民進黨爭取高雄市長提名者包括台北市民政局長陳哲男與前副總統候選人謝長廷。總統大選落敗後，謝長廷在高雄參加「彭友會」時，教授林山田喊出「歡迎謝長廷到高雄選市長」獲得熱烈回應，促使他考慮參選。經徵詢高雄黨內人士如李慶雄、張俊雄等人支持後，謝長廷為表決心，在高雄購屋遷戶，儘管當時在地人脈尚少。陳哲男在初選前夕宣布退選，後來任台北市政府秘書長。外界認為此舉是台北市長陳水扁協調所致，亦被視為對謝長廷當年讓出台北市長初選的回報。陳哲男退選後，謝長廷於1998年3月底與高雄市議員吳昱輝一同參與第一階段黨內初選，最終以八比二的黨員投票結果勝出。幾天後，吳昱輝退出第二階段初選，謝長廷順利成為民進黨提名的高雄市長候選人。
現任市長吳敦義在競選初期便顯露出與高雄在地派系關係不睦的跡象。1998年7月1日，民進黨市長候選人謝長廷拜訪時任總統府資政、前高雄市長王玉雲。王玉雲曾在四年前擔任吳敦義競選總部主委，但此次卻當著謝長廷的面批評吳敦義「過河拆橋」，並勸誡謝長廷為人要重情重義、切勿玩弄權謀，言談間被解讀為別有所指。選戰期間，代表民進黨參選市議員的陳春生（曾為吳敦義的秘書）召開記者會，指控吳敦義與一名女記者有不當曖昧關係，並公布錄音帶。此舉使吳敦義的選情急轉直下。最終，民進黨提名的謝長廷以僅約四千五百票的些微差距擊敗尋求連任的吳敦義，當選高雄市長。然而事後證實該段錄音帶經過變造，陳春生隨後反指錄音帶由謝長廷提供並涉嫌誣陷。經司法調查最高法院判陳春生誹謗罪成立，原判一年四個月，後減刑為八個月定讞。。
| 號次 | 黨籍       | 姓名   | 得票    | 得票率 | 當選 |
| ---- | ---------- | ------ | ------- | ------ | ---- |
| 1    | 新黨       | 吳建國 | 6,457   | 0.81%  |      |
| 2    | 無黨籍     | 鄭德耀 | 18,699  | 2.35%  |      |
| 3    | 民主進步黨 | 謝長廷 | 387,797 | 48.71% |      |
| 4    | 中國國民黨 | 吳敦義 | 383,232 | 48.13% |      |

### 2002年
兩位具有競爭實力的市長候選人謝長廷及黃俊英都互相指控對手涉入弊案，其中謝長廷市長不斷受困於涉入新瑞都開發弊案的指控，黃俊英則被指涉在擔任吳敦義的副手任內涉嫌在硫酸錏公司土地重劃案中圖利地主。最終，謝長廷得以再度連任。
| 號次 | 黨籍       | 姓名   | 得票    | 得票率 | 當選 |
| ---- | ---------- | ------ | ------- | ------ | ---- |
| 1    | 無黨籍     | 施明德 | 8,750   | 1.13%  |      |
| 2    | 無黨籍     | 張博雅 | 13,512  | 1.75%  |      |
| 3    | 無黨籍     | 黃天生 | 1,998   | 0.26%  |      |
| 4    | 中國國民黨 | 黃俊英 | 361,546 | 46.82% |      |
| 4    | 民主進步黨 | 謝長廷 | 386,384 | 50.04% |      |

## 重要政績

### 愛河整治
謝長廷任高雄市長期間，市府推動下水道建設。在他上任之初高雄的污水下水道鋪設率僅有6%，至2002年鋪設率提升至27%，到他離職升任行政院長前的2004年底則已高達35%。同時展開愛河與前鎮河整治，改善水質、生態恢復，魚群重現。河岸綠化與景觀美化也同步推動，相關區域成為市民休憩與觀光景點，並被稱為高雄的「藍色公路」。此舉不僅改善了市容，也促進了高雄市的生態旅遊發展。

### 爭取舉辦2009年世運會
2004年，謝長廷為高雄市爭取到國際性運動盛會「2009年世界運動會」的主辦權。他認為高雄未來的市政建設應具備國際化視野，重大建設需有明確時程，讓市民擁有具體的城市發展目標，而台灣的國際化也可從高雄起步。謝長廷認為「這樣的一個經驗，會讓高雄市將來成為有資格舉辦，包括奧林匹克運動會在內的一個合格的城市。」此外谢长廷还希望藉世運會，化解兩岸的鴻溝，并表示「可以跟大家來分享，也可以跟對岸來共享。」

### 高雄捷運
高雄捷运是謝長廷在高雄市長任內所推動的重大市政建設之一，它于2001年10月正式動工興建。謝任內主導的高捷美麗島站與中央公園站，兩次在世界知名媒體獲選世界最美的地鐵站前三名。然而在卸任後的2005年8月，高捷案爆發，謝長廷與前高雄市捷運局長週禮良被專案小組檢察官列為被告。謝長廷表示他在高捷案中嚴守分際，沒有涉入其中，願意接受檢驗，希望檢調辦案勿枉勿縱查清楚，他才能獲得選民堅定支持。

### 引用著作
- 郭瓊俐. . 臺北市: 布克文化出版事業部. 2005  [2025-06-04]. ISBN 978-986-81139-7-8 （中文）.